# Béthencourt-sur-Mer
Béthencourt-sur-Mer es una comuna francesa situada en el departamento de Somme, en la región de Alta Francia.

## Demografía
| 1220 | 1120 | 1163 | 1074 | 1024 | 997 | 927 |
| Para los censos de 1962 a 1999 la población legal corresponde a la población sin duplicidades (Fuente: INSEE [Consultar]) |      |      |      |      |     |     |